# Liste der Köcherfliegen Österreichs

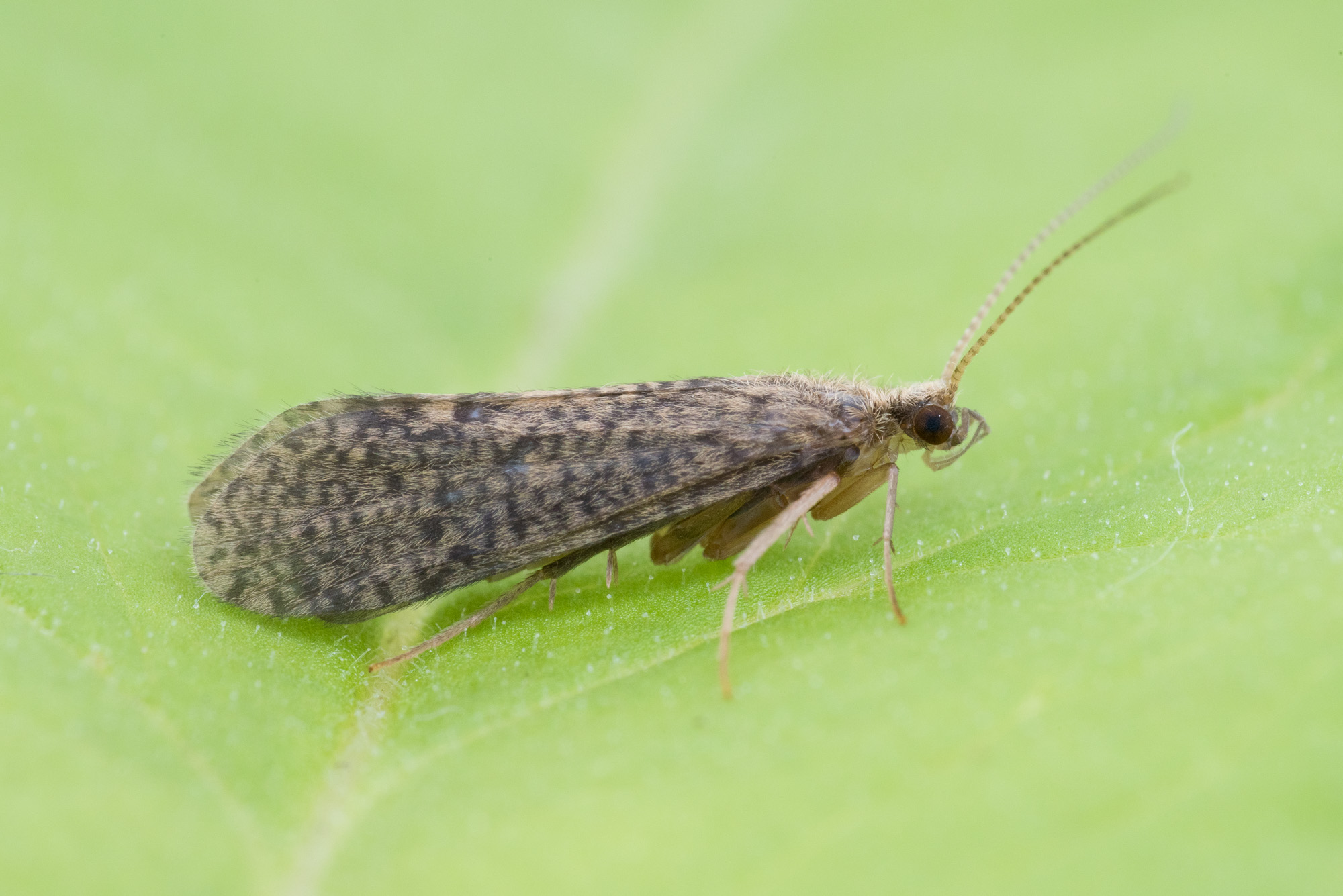
Cyrnus trimaculatus, Weibchen

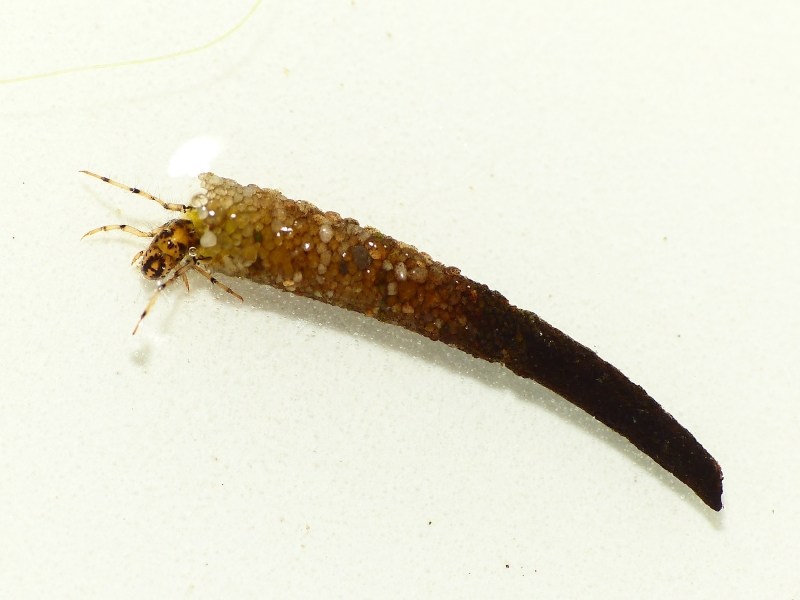
Athripsodes aterrimus, Larve

Die Liste der Köcherfliegen Österreichs enthält die in Österreich vorkommenden Köcherfliegenarten. Es werden alle 308 Arten aufgelistet, von denen das österreichische Umweltbundesamt den RL-Status in der Roten Liste gefährdeter Tierarten angibt.
In Österreich wurde im Jahr 2009 der Gefährdungsstatus der Köcherfliegen zuletzt evaluiert. Bei der IUCN und in der Roten Liste Österreichs gibt es folgende Gefährdungsstatus:
| Status | IUCN                                                  | Rote Liste Österreich |
| ------ | ----------------------------------------------------- | --- |
|        | ausgestorben (engl. extinct)                          | Ein Taxon gilt als ausgestorben, wenn kein begründeter Zweifel besteht, dass das letzte Individuum tot ist. Ein Taxon gilt aus ausgestorben, wenn erschöpfende Erhebungen im bekannten oder vermuteten Lebensraum, zu geeigneten Tages- und Jahreszeiten über das gesamte ehemalige Verbreitungsgebiet keine Individuennachweise erbrachten. Die Erhebungen sollten sich über einen Zeitrahmen erstrecken, die dem Lebenszyklus und Lebensformtyp des Taxons angemessen ist. |
|        | in der Natur ausgestorben (engl. extinct in the wild) | Es gibt lediglich Individuen in Kultur, in Gefangenschaft oder in eingebürgerten Populationen außerhalb des natürlichen Verbreitungsgebietes. |
| 0RE    | regional ausgestorben (engl. regionally extinct)      | Ein Taxon gilt als regional ausgestorben, wenn kein begründeter Zweifel besteht, dass das letzte fortpflanzungsfähige Individuum in Österreich tot oder verschwunden ist, oder, im Falle einer früheren Gastart, Individuen das österreichische Gebiet nicht mehr aufsuchen. |
|        | vom Aussterben bedroht (engl. critically endangered)  | 50 % Aussterbenswahrscheinlichkeit in 10 Jahren oder 3 Generationen (maximal 100 Jahre). |
|        | stark gefährdet (engl. endangered)                    | 20 % Aussterbenswahrscheinlichkeit in 20 Jahren oder 5 Generationen (maximal 100 Jahre). |
|        | gefährdet (engl. vulnerable)                          | 10 % Aussterbenswahrscheinlichkeit in 100 Jahren. |
|        | potenziell gefährdet (engl. near threatened)          | Weniger als 10 % Aussterbenswahrscheinlichkeit in 100 Jahren, aber negative Bestandsentwicklung und hohe Aussterbensgefahr in Teilen des Gebietes. |
|        | nicht gefährdet (engl. least concern)                 | Weniger als 10 % Aussterbenswahrscheinlichkeit in 100 Jahren, weitere Attribute wie unter NT treffen nicht zu. |
|        | ungenügende Datengrundlage (engl. data deficient)     | Die vorliegenden Daten lassen keine Einstufung in die einzelnen Kategorien zu. |
|        | nicht beurteilt (engl. not evaluated)                 | Die Art wurde nicht eingestuft. |

Die folgende Tabelle zeigt für jede Köcherfliegen-Art Österreichs, sofern vorhanden, je ein repräsentatives Bild, ein Bild eines aufgespannten Specimens und ein Bild der Köcherfliegenlarve. Zusätzlich werden die (selten vorhandenen) deutschen Namen, die wissenschaftlichen Namen, die Erstbeschreiber (Autoren), die Wikidata-Links (die farbigen Balken) und die Gefährdungsstatus des österreichischen Umweltbundesamts angegeben. Die Gefährdungsstatus der IUCN wird nicht angegeben, da bei keiner einzigen dieser Arten ein Status vorhanden ist, also bei jeder Art  stehen müsste.

## Ordnung:Köcherfliegen– Trichoptera
| in der Tabelle vorkommende Familien                         |
| ----------------------------------------------------------- |
| Unterordnung: Annulipalpia, Überfamilie: Rhyacophiloidea    |
| Unterordnung: Integripalpia, Überfamilie: Hydropsychoidea   |
| Unterordnung: Integripalpia, Überfamilie: Limnephiloidea    |
| Unterordnung: Integripalpia, Überfamilie: Sericostomatoidea |

| Bild                                                        | deutscher Name                              | wissenschaftlicher Name, Autor und Wikidata-Link                     | Familie           | Specimen                                | Larve                                             | RL-Status |
| ----------------------------------------------------------- | ------------------------------------------- | -------------------------------------------------------------------- | ----------------- | --------------------------------------- | ------------------------------------------------- | --------- |
| Unterordnung: Annulipalpia, Überfamilie: Rhyacophiloidea    |                                             |                                                                      |                   |                                         |                                                   |           |
|                                                             |                                             | Agapetus delicatulus McLachlan, 1884                                 | Glossosomatidae   |                                         |                                                   | VU        |
| weitere Bilder                                              |                                             | Agapetus fuscipes Curtis, 1834                                       | Glossosomatidae   |                                         |                                                   | EN        |
|                                                             |                                             | Agapetus laniger Pictet, 1834                                        | Glossosomatidae   |                                         |                                                   | VU        |
|                                                             |                                             | Agapetus nimbulus McLachlan, 1879                                    | Glossosomatidae   |                                         |                                                   | EN        |
| weitere Bilder                                              |                                             | Agapetus ochripes Curtis, 1834                                       | Glossosomatidae   | Agapetus ochripes – Specimen            | Agapetus ochripes – Larve                         | VU        |
|                                                             |                                             | Glossosoma bifidum McLachlan, 1879                                   | Glossosomatidae   |                                         |                                                   | EN        |
| weitere Bilder                                              |                                             | Glossosoma boltoni Curtis, 1834                                      | Glossosomatidae   | Glossosoma boltoni – Specimen           | Glossosoma boltoni – Larve                        | VU        |
|                                                             |                                             | Glossosoma conformis Neboiss, 1963                                   | Glossosomatidae   |                                         |                                                   | VU        |
| weitere Bilder                                              |                                             | Glossosoma intermedium (Klapálek, 1892)                              | Glossosomatidae   | Glossosoma intermedium – Specimen       |                                                   | VU        |
|                                                             |                                             | Synagapetus dubitans McLachlan, 1879                                 | Glossosomatidae   |                                         |                                                   | DD        |
|                                                             |                                             | Synagapetus iridipennis McLachlan, 1879                              | Glossosomatidae   |                                         |                                                   | NT        |
|                                                             |                                             | Synagapetus krawanyi Ulmer, 1938                                     | Glossosomatidae   |                                         |                                                   | NT        |
|                                                             |                                             | Synagapetus moselyi (Ulmer, 1938)                                    | Glossosomatidae   |                                         |                                                   | CR        |
| weitere Bilder                                              |                                             | Agraylea multipunctata Curtis, 1834                                  | Hydroptilidae     |                                         |                                                   | LC        |
| weitere Bilder                                              |                                             | Agraylea pallicornis, Syn.: Allotrichia pallicornis (Eaton, 1873)    | Hydroptilidae     |                                         | Allotrichia pallicornis – Larve                   | EN        |
|                                                             |                                             | Agraylea sexmaculata Curtis, 1834                                    | Hydroptilidae     |                                         |                                                   | LC        |
|                                                             |                                             | Hydroptila angulata Mosely, 1922                                     | Hydroptilidae     |                                         |                                                   | DD        |
|                                                             |                                             | Hydroptila angustata Mosely, 1939                                    | Hydroptilidae     |                                         |                                                   | DD        |
|                                                             |                                             | Hydroptila dampfi Ulmer, 1929                                        | Hydroptilidae     |                                         |                                                   | DD        |
|                                                             |                                             | Hydroptila forcipata (Eaton, 1873)                                   | Hydroptilidae     |                                         |                                                   | VU        |
|                                                             |                                             | Hydroptila ivisa Malicky, 1972                                       | Hydroptilidae     |                                         |                                                   | LC        |
|                                                             |                                             | Hydroptila lotensis Mosely, 1930                                     | Hydroptilidae     |                                         |                                                   | EN        |
|                                                             |                                             | Hydroptila martini Marshall, 1977                                    | Hydroptilidae     |                                         |                                                   | EN        |
|                                                             |                                             | Hydroptila occulta (Eaton, 1873)                                     | Hydroptilidae     |                                         |                                                   | EN        |
|                                                             |                                             | Hydroptila pulchricornis Pictet, 1834                                | Hydroptilidae     |                                         |                                                   | DD        |
|                                                             |                                             | Hydroptila simulans Mosely, 1920                                     | Hydroptilidae     |                                         |                                                   | DD        |
| weitere Bilder                                              |                                             | Hydroptila sparsa Curtis, 1834                                       | Hydroptilidae     |                                         |                                                   | EN        |
|                                                             |                                             | Hydroptila taurica Martynov, 1934                                    | Hydroptilidae     |                                         |                                                   | DD        |
|                                                             |                                             | Hydroptila tineoides Dalman, 1819                                    | Hydroptilidae     |                                         |                                                   | EN        |
|                                                             |                                             | Hydroptila vectis Curtis, 1834                                       | Hydroptilidae     |                                         |                                                   | EN        |
|                                                             |                                             | Ithytrichia lamellaris Eaton, 1873                                   | Hydroptilidae     |                                         |                                                   | NT        |
|                                                             |                                             | Microptila minutissima Ris, 1897                                     | Hydroptilidae     |                                         |                                                   | DD        |
| weitere Bilder                                              |                                             | Orthotrichia costalis (Curtis, 1834)                                 | Hydroptilidae     |                                         |                                                   | LC        |
|                                                             |                                             | Orthotrichia tragetti Mosely, 1930                                   | Hydroptilidae     |                                         |                                                   | LC        |
| weitere Bilder                                              |                                             | Oxyethira falcata Morton, 1893                                       | Hydroptilidae     |                                         |                                                   | DD        |
| weitere Bilder                                              |                                             | Oxyethira flavicornis (Pictet, 1834)                                 | Hydroptilidae     | Oxyethira flavicornis – Specimen        |                                                   | LC        |
|                                                             |                                             | Oxyethira tristella Klapálek, 1895                                   | Hydroptilidae     |                                         |                                                   | DD        |
|                                                             |                                             | Stactobiella risi (Felber, 1908)                                     | Hydroptilidae     |                                         |                                                   | EN        |
|                                                             |                                             | Stactobia caspersi Ulmer, 1950                                       | Hydroptilidae     |                                         |                                                   | DD        |
|                                                             |                                             | Stactobia eatoniella McLachlan, 1880                                 | Hydroptilidae     |                                         |                                                   | EN        |
|                                                             |                                             | Stactobia moselyi Kimmins, 1949                                      | Hydroptilidae     |                                         |                                                   | EN        |
|                                                             |                                             | Tricholeiochiton fagesii (Guinard, 1879)                             | Hydroptilidae     |                                         |                                                   | DD        |
|                                                             |                                             | Ptilocolepus granulatus (Pictet, 1834)                               | Ptilocolepidae    |                                         |                                                   | NT        |
|                                                             |                                             | Rhyacophila albardana McLachlan, 1879                                | Rhyacophilidae    |                                         |                                                   | LC        |
|                                                             |                                             | Rhyacophila aquitanica McLachlan, 1879                               | Rhyacophilidae    |                                         |                                                   | LC        |
|                                                             |                                             | Rhyacophila aurata Brauer, 1857                                      | Rhyacophilidae    |                                         |                                                   | LC        |
|                                                             |                                             | Rhyacophila bonaparti Schmid, 1947                                   | Rhyacophilidae    |                                         |                                                   | EN        |
| weitere Bilder                                              |                                             | Rhyacophila dorsalis (Curtis, 1834)                                  | Rhyacophilidae    | Rhyacophila dorsalis – Specimen         |                                                   | LC        |
| weitere Bilder                                              |                                             | Rhyacophila evoluta McLachlan, 1879                                  | Rhyacophilidae    |                                         | Rhyacophila evoluta – Larve                       | CR        |
| weitere Bilder                                              | Gebänderte Flussköcherfliege                | Rhyacophila fasciata Hagen, 1859                                     | Rhyacophilidae    |                                         |                                                   | VU        |
|                                                             |                                             | Rhyacophila ferox Graf, 2007                                         | Rhyacophilidae    |                                         |                                                   | DD        |
|                                                             |                                             | Rhyacophila glareosa McLachlan, 1867                                 | Rhyacophilidae    |                                         |                                                   | LC        |
|                                                             |                                             | Rhyacophila hirticornis McLachlan, 1879                              | Rhyacophilidae    |                                         |                                                   | NT        |
|                                                             |                                             | Rhyacophila intermedia McLachlan, 1868                               | Rhyacophilidae    |                                         |                                                   | LC        |
|                                                             |                                             | Rhyacophila konradthaleri Malicky, 2009                              | Rhyacophilidae    |                                         |                                                   | VU        |
|                                                             |                                             | Rhyacophila laevis Pictet, 1834                                      | Rhyacophilidae    |                                         |                                                   | NT        |
| weitere Bilder                                              |                                             | Rhyacophila nubila (Zetterstedt, 1840)                               | Rhyacophilidae    | Rhyacophila nubila – Specimen           | Rhyacophila nubila – Larve                        | VU        |
|                                                             |                                             | Rhyacophila obliterata McLachlan, 1863                               | Rhyacophilidae    |                                         |                                                   | VU        |
|                                                             |                                             | Rhyacophila pascoei McLachlan, 1879                                  | Rhyacophilidae    |                                         |                                                   | NT        |
|                                                             |                                             | Rhyacophila polonica McLachlan, 1879                                 | Rhyacophilidae    |                                         |                                                   | EN        |
|                                                             |                                             | Rhyacophila praemorsa McLachlan, 1879                                | Rhyacophilidae    |                                         |                                                   | EN        |
|                                                             |                                             | Rhyacophila producta McLachlan, 1879                                 | Rhyacophilidae    |                                         |                                                   | VU        |
|                                                             |                                             | Rhyacophila pubescens Pictet, 1834                                   | Rhyacophilidae    |                                         |                                                   | EN        |
|                                                             |                                             | Rhyacophila simulatrix McLachlan, 1879                               | Rhyacophilidae    |                                         |                                                   | LC        |
|                                                             |                                             | Rhyacophila stigmatica (Kolenati, 1859)                              | Rhyacophilidae    |                                         |                                                   | LC        |
|                                                             |                                             | Rhyacophila torrentium Pictet, 1834                                  | Rhyacophilidae    |                                         |                                                   | LC        |
| weitere Bilder                                              |                                             | Rhyacophila tristis Pictet, 1834                                     | Rhyacophilidae    |                                         | Rhyacophila tristis – Larve                       | VU        |
|                                                             |                                             | Rhyacophila vulgaris Pictet, 1834                                    | Rhyacophilidae    |                                         |                                                   | LC        |
| Unterordnung: Integripalpia, Überfamilie: Hydropsychoidea   |                                             |                                                                      |                   |                                         |                                                   |           |
| weitere Bilder                                              |                                             | Ecnomus tenellus (Rambur, 1842)                                      | Ecnomidae         |                                         |                                                   | LC        |
|                                                             |                                             | Cheumatopsyche lepida (Pictet, 1834)                                 | Hydropsychidae    |                                         |                                                   | VU        |
| weitere Bilder                                              |                                             | Hydropsyche angustipennis (Curtis, 1834)                             | Hydropsychidae    | Hydropsyche angustipennis – Specimen    |                                                   | VU        |
|                                                             |                                             | Hydropsyche botosaneanui Marinkovic-Gospodnetic, 1966                | Hydropsychidae    |                                         |                                                   | DD        |
|                                                             |                                             | Hydropsyche bulbifera McLachlan, 1878                                | Hydropsychidae    |                                         |                                                   | VU        |
|                                                             |                                             | Hydropsyche bulgaromanorum Malicky, 1977                             | Hydropsychidae    |                                         |                                                   | NT        |
|                                                             |                                             | Hydropsyche contubernalis McLachlan, 1865                            | Hydropsychidae    |                                         |                                                   | LC        |
| weitere Bilder                                              |                                             | Hydropsyche dinarica Marinkovic-Gospodnetic, 1979                    | Hydropsychidae    |                                         |                                                   | LC        |
|                                                             |                                             | Hydropsyche exocellata Dufour, 1841                                  | Hydropsychidae    |                                         |                                                   | DD        |
|                                                             |                                             | Hydropsyche fulvipes (Curtis, 1834)                                  | Hydropsychidae    |                                         |                                                   | CR        |
|                                                             |                                             | Hydropsyche guttata Pictet, 1834                                     | Hydropsychidae    |                                         |                                                   | VU        |
| weitere Bilder                                              |                                             | Hydropsyche incognita Pitsch, 1993                                   | Hydropsychidae    |                                         |                                                   | VU        |
|                                                             |                                             | Hydropsyche instabilis (Curtis, 1834)                                | Hydropsychidae    |                                         |                                                   | VU        |
| weitere Bilder                                              |                                             | Hydropsyche modesta Navás, 1925                                      | Hydropsychidae    |                                         |                                                   | VU        |
|                                                             |                                             | Hydropsyche ornatula McLachlan, 1878                                 | Hydropsychidae    |                                         |                                                   | VU        |
| weitere Bilder                                              |                                             | Hydropsyche pellucidula (Curtis, 1834)                               | Hydropsychidae    |                                         | Hydropsyche pellucidula – Larve                   | VU        |
| weitere Bilder                                              |                                             | Hydropsyche saxonica McLachlan, 1884                                 | Hydropsychidae    |                                         | Hydropsyche saxonica – Larve                      | VU        |
|                                                             |                                             | Hydropsyche silfvenii Ulmer, 1906                                    | Hydropsychidae    |                                         |                                                   | EN        |
| weitere Bilder                                              |                                             | Hydropsyche siltalai Döhler, 1963                                    | Hydropsychidae    | Hydropsyche siltalai – Specimen         | Hydropsyche siltalai – Larve                      | EN        |
|                                                             |                                             | Hydropsyche tenuis Navás, 1932                                       | Hydropsychidae    |                                         |                                                   | LC        |
| weitere Bilder                                              |                                             | Chimarra marginata (Linnaeus, 1767)                                  | Philopotamidae    | Chimarra marginata – Specimen           |                                                   | DD        |
|                                                             |                                             | Philopotamus ludificatus McLachlan, 1878                             | Philopotamidae    |                                         |                                                   | LC        |
| weitere Bilder                                              |                                             | Philopotamus montanus (Donovan, 1813)                                | Philopotamidae    | Philopotamus montanus – Specimen        | Philopotamus montanus – Larve                     | LC        |
|                                                             |                                             | Philopotamus variegatus (Scopoli, 1763)                              | Philopotamidae    |                                         |                                                   | LC        |
|                                                             |                                             | Wormaldia copiosa (McLachlan, 1868)                                  | Philopotamidae    |                                         |                                                   | LC        |
| weitere Bilder                                              |                                             | Wormaldia occipitalis (Pictet, 1834)                                 | Philopotamidae    |                                         |                                                   | NT        |
|                                                             |                                             | Wormaldia pulla (McLachlan, 1878)                                    | Philopotamidae    |                                         |                                                   | LC        |
| weitere Bilder                                              |                                             | Wormaldia subnigra McLachlan, 1865                                   | Philopotamidae    | Wormaldia subnigra – Specimen           |                                                   | EN        |
|                                                             |                                             | Wormaldia vargai Malicky, 1981                                       | Philopotamidae    |                                         |                                                   | NT        |
|                                                             |                                             | Cyrnus crenaticornis (Kolenati, 1859)                                | Polycentropodidae |                                         |                                                   | NT        |
|                                                             |                                             | Cyrnus flavidus McLachlan, 1864                                      | Polycentropodidae |                                         |                                                   | NT        |
| weitere Bilder                                              |                                             | Cyrnus trimaculatus (Curtis, 1834)                                   | Polycentropodidae | Cyrnus trimaculatus – Specimen          |                                                   | VU        |
| weitere Bilder                                              |                                             | Holocentropus dubius (Rambur, 1842)                                  | Polycentropodidae | Holocentropus dubius – Specimen         |                                                   | LC        |
|                                                             |                                             | Holocentropus picicornis (Stephens, 1836)                            | Polycentropodidae |                                         |                                                   | LC        |
|                                                             |                                             | Holocentropus stagnalis (Albarda, 1874)                              | Polycentropodidae |                                         |                                                   | DD        |
| weitere Bilder                                              |                                             | Neureclipsis bimaculata (Linnaeus, 1758)                             | Polycentropodidae | Neureclipsis bimaculata – Specimen      |                                                   | LC        |
|                                                             |                                             | Plectrocnemia appennina McLachlan, 1884                              | Polycentropodidae |                                         |                                                   | LC        |
|                                                             |                                             | Plectrocnemia brevis McLachlan, 1871                                 | Polycentropodidae |                                         |                                                   | VU        |
| weitere Bilder                                              |                                             | Plectrocnemia conspersa (Curtis, 1834)                               | Polycentropodidae | Plectrocnemia conspersa – Specimen      | Plectrocnemia conspersa – Larve                   | VU        |
|                                                             |                                             | Plectrocnemia geniculata McLachlan, 1871                             | Polycentropodidae |                                         |                                                   | VU        |
|                                                             |                                             | Plectrocnemia kisbelai Botosaneanu, 1967                             | Polycentropodidae |                                         |                                                   | DD        |
|                                                             |                                             | Plectrocnemia smiljae Marinkovic-Gospodnetic, 1966                   | Polycentropodidae |                                         |                                                   | DD        |
|                                                             |                                             | Polycentropus excisus Klapálek, 1894                                 | Polycentropodidae |                                         |                                                   | VU        |
| weitere Bilder                                              |                                             | Polycentropus flavomaculatus (Pictet, 1834)                          | Polycentropodidae | Polycentropus flavomaculatus – Specimen | Polycentropus flavomaculatus – Larve              | VU        |
| weitere Bilder                                              |                                             | Polycentropus irroratus Curtis, 1835                                 | Polycentropodidae |                                         |                                                   | VU        |
|                                                             |                                             | Polycentropus schmidi Novák & Botosaneanu, 1965                      | Polycentropodidae |                                         |                                                   | VU        |
| weitere Bilder                                              |                                             | Lype phaeopa (Stephens, 1836)                                        | Psychomyiidae     | Lype phaeopa – Specimen                 |                                                   | EN        |
| weitere Bilder                                              |                                             | Lype reducta (Hagen, 1868)                                           | Psychomyiidae     |                                         |                                                   | EN        |
|                                                             |                                             | Psychomyia fragilis (Pictet, 1834)                                   | Psychomyiidae     |                                         |                                                   | EN        |
| weitere Bilder                                              |                                             | Psychomyia pusilla (Fabricius, 1781)                                 | Psychomyiidae     | Psychomyia pusilla – Specimen           | Psychomyia pusilla – Larve                        | VU        |
|                                                             |                                             | Tinodes dives (Pictet, 1834)                                         | Psychomyiidae     |                                         |                                                   | LC        |
| weitere Bilder                                              |                                             | Tinodes kimminsi Sýkora, 1962                                        | Psychomyiidae     |                                         |                                                   | DD        |
|                                                             |                                             | Tinodes maculicornis (Pictet, 1834)                                  | Psychomyiidae     |                                         |                                                   | DD        |
|                                                             |                                             | Tinodes pallidulus McLachlan, 1878                                   | Psychomyiidae     |                                         |                                                   | VU        |
|                                                             |                                             | Tinodes rostocki McLachlan, 1878                                     | Psychomyiidae     |                                         |                                                   | VU        |
|                                                             |                                             | Tinodes sylvia Ris, 1903                                             | Psychomyiidae     |                                         |                                                   | DD        |
|                                                             |                                             | Tinodes unicolor (Pictet, 1834)                                      | Psychomyiidae     |                                         |                                                   | VU        |
| weitere Bilder                                              |                                             | Tinodes waeneri (Linnaeus, 1758)                                     | Psychomyiidae     |                                         |                                                   | LC        |
|                                                             |                                             | Tinodes zelleri McLachlan, 1878                                      | Psychomyiidae     |                                         |                                                   | EN        |
| Unterordnung: Integripalpia, Überfamilie: Limnephiloidea    |                                             |                                                                      |                   |                                         |                                                   |           |
|                                                             |                                             | Apatania fimbriata (Pictet, 1834)                                    | Apataniidae       |                                         |                                                   | VU        |
|                                                             |                                             | Apatania muliebris McLachlan, 1866                                   | Apataniidae       |                                         |                                                   | DD        |
|                                                             |                                             | Brachycentrus maculatus (Fourcroy, 1785)                             | Brachycentridae   |                                         |                                                   | EN        |
| weitere Bilder                                              |                                             | Brachycentrus montanus Klapálek, 1892                                | Brachycentridae   |                                         |                                                   | LC        |
| weitere Bilder                                              |                                             | Brachycentrus subnubilus Curtis, 1834                                | Brachycentridae   | Brachycentrus subnubilus – Specimen     |                                                   | LC        |
|                                                             |                                             | Micrasema longulum McLachlan, 1876                                   | Brachycentridae   |                                         |                                                   | EN        |
|                                                             |                                             | Micrasema minimum McLachlan, 1876                                    | Brachycentridae   |                                         |                                                   | VU        |
|                                                             |                                             | Micrasema morosum (McLachlan, 1868)                                  | Brachycentridae   |                                         |                                                   | LC        |
| weitere Bilder                                              |                                             | Micrasema setiferum (Pictet, 1834)                                   | Brachycentridae   | Micrasema setiferum – Specimen          |                                                   | EN        |
| weitere Bilder                                              |                                             | Goera pilosa (Fabricius, 1775)                                       | Goeridae          | Goera pilosa – Specimen                 |                                                   | VU        |
| weitere Bilder                                              |                                             | Lithax niger (Hagen, 1859)                                           | Goeridae          |                                         |                                                   | LC        |
|                                                             |                                             | Lithax obscurus (Hagen, 1859)                                        | Goeridae          |                                         |                                                   | CR        |
| weitere Bilder                                              |                                             | Silo nigricornis (Pictet, 1834)                                      | Goeridae          |                                         | Silo nigricornis – Larve                          | VU        |
| weitere Bilder                                              |                                             | Silo pallipes (Fabricius, 1781)                                      | Goeridae          | Silo pallipes – Specimen                | Silo pallipes – Larve                             | VU        |
|                                                             |                                             | Silo piceus (Brauer, 1857)                                           | Goeridae          |                                         |                                                   | VU        |
| weitere Bilder                                              |                                             | Crunoecia irrorata (Curtis, 1834)                                    | Lepidostomatidae  |                                         |                                                   | NT        |
| weitere Bilder                                              |                                             | Crunoecia kempnyi Morton, 1901                                       | Lepidostomatidae  |                                         |                                                   | NT        |
| weitere Bilder                                              |                                             | Lepidostoma basale (Kolenati, 1848)                                  | Lepidostomatidae  |                                         |                                                   | VU        |
| weitere Bilder                                              |                                             | Lepidostoma hirtum (Fabricius, 1775)                                 | Lepidostomatidae  | Lepidostoma hirtum – Specimen           | Lepidostoma hirtum – Larve                        | VU        |
| weitere Bilder                                              |                                             | Adicella cremisa Malicky, 1972                                       | Leptoceridae      |                                         | Adicella cremisa – Larve, Bild 18                 | VU        |
| weitere Bilder                                              |                                             | Adicella filicornis (Pictet, 1834)                                   | Leptoceridae      |                                         | Adicella filicornis – Larve, Bild 16a und 19      | NT        |
| weitere Bilder                                              |                                             | Adicella reducta (McLachlan, 1865)                                   | Leptoceridae      |                                         |                                                   | NT        |
| weitere Bilder                                              |                                             | Athripsodes albifrons (Linnaeus, 1758)                               | Leptoceridae      |                                         |                                                   | VU        |
| weitere Bilder                                              |                                             | Athripsodes aterrimus (Stephens, 1836)                               | Leptoceridae      |                                         | Athripsodes aterrimus – Larve                     | LC        |
| weitere Bilder                                              |                                             | Athripsodes bilineatus (Linnaeus, 1758)                              | Leptoceridae      |                                         |                                                   | VU        |
| weitere Bilder                                              |                                             | Athripsodes cinereus (Curtis, 1834)                                  | Leptoceridae      |                                         |                                                   | VU        |
| weitere Bilder                                              |                                             | Athripsodes commutatus (Rostock, 1874)                               | Leptoceridae      |                                         |                                                   | VU        |
|                                                             |                                             | Ceraclea albimacula (Rambur, 1842)                                   | Leptoceridae      |                                         |                                                   | VU        |
|                                                             |                                             | Ceraclea annulicornis (Stephens, 1836)                               | Leptoceridae      |                                         |                                                   | VU        |
|                                                             |                                             | Ceraclea aurea (Pictet, 1834)                                        | Leptoceridae      |                                         |                                                   | DD        |
| weitere Bilder                                              |                                             | Ceraclea dissimilis (Stephens, 1836)                                 | Leptoceridae      | Ceraclea dissimilis – Specimen          |                                                   | VU        |
|                                                             |                                             | Ceraclea fulva (Rambur, 1842)                                        | Leptoceridae      |                                         |                                                   | VU        |
| weitere Bilder                                              |                                             | Ceraclea nigronervosa (Retzius, 1783)                                | Leptoceridae      | Ceraclea nigronervosa – Specimen        |                                                   | DD        |
|                                                             |                                             | Ceraclea senilis (Burmeister, 1839)                                  | Leptoceridae      |                                         |                                                   | VU        |
|                                                             |                                             | Erotesis baltica McLachlan, 1877                                     | Leptoceridae      |                                         |                                                   | CR        |
| weitere Bilder                                              |                                             | Leptocerus interruptus (Fabricius, 1775)                             | Leptoceridae      |                                         |                                                   | DD        |
| weitere Bilder                                              |                                             | Leptocerus tineiformis Curtis, 1834                                  | Leptoceridae      |                                         |                                                   | VU        |
| weitere Bilder                                              |                                             | Mystacides azureus, Syn.: Mystacides azurea (Linnaeus, 1761)         | Leptoceridae      | Mystacides azureus – Specimen           |                                                   | LC        |
| weitere Bilder                                              |                                             | Mystacides longicornis (Linnaeus, 1758)                              | Leptoceridae      | Mystacides longicornis – Specimen       |                                                   | LC        |
| weitere Bilder                                              |                                             | Mystacides niger, Syn.: Mystacides nigra (Linnaeus, 1758)            | Leptoceridae      |                                         |                                                   | LC        |
|                                                             |                                             | Oecetis furva (Rambur, 1842)                                         | Leptoceridae      |                                         |                                                   | NT        |
| weitere Bilder                                              |                                             | Oecetis lacustris (Pictet, 1834)                                     | Leptoceridae      | Oecetis lacustris – Specimen            |                                                   | LC        |
|                                                             |                                             | Oecetis notata (Rambur, 1842)                                        | Leptoceridae      |                                         |                                                   | VU        |
| weitere Bilder                                              |                                             | Oecetis ochracea (Curtis, 1825)                                      | Leptoceridae      | Oecetis ochracea – Specimen             |                                                   | LC        |
| weitere Bilder                                              |                                             | Oecetis testacea (Curtis, 1834)                                      | Leptoceridae      |                                         |                                                   | VU        |
|                                                             |                                             | Oecetis tripunctata (Fabricius, 1793)                                | Leptoceridae      |                                         |                                                   | CR        |
|                                                             |                                             | Setodes argentipunctellus McLachlan, 1877                            | Leptoceridae      |                                         |                                                   | EN        |
|                                                             |                                             | Setodes punctatus (Fabricius, 1793)                                  | Leptoceridae      |                                         |                                                   | EN        |
|                                                             |                                             | Setodes viridis (Fourcroy, 1785)                                     | Leptoceridae      |                                         |                                                   | EN        |
| weitere Bilder                                              |                                             | Triaenodes bicolor (Curtis, 1834)                                    | Leptoceridae      |                                         |                                                   | EN        |
|                                                             |                                             | Ylodes kawraiskii (Martynov, 1909)                                   | Leptoceridae      |                                         |                                                   | EN        |
|                                                             |                                             | Ylodes simulans (Tjeder, 1929)                                       | Leptoceridae      |                                         |                                                   | EN        |
|                                                             |                                             | Acrophylax zerberus Brauer, 1867                                     | Limnephilidae     |                                         |                                                   | EN        |
|                                                             |                                             | Allogamus auricollis (Pictet, 1834)                                  | Limnephilidae     |                                         |                                                   | LC        |
| weitere Bilder                                              |                                             | Allogamus hilaris (McLachlan, 1876)                                  | Limnephilidae     |                                         |                                                   | VU        |
|                                                             |                                             | Allogamus uncatus (Brauer, 1857)                                     | Limnephilidae     |                                         |                                                   | LC        |
|                                                             |                                             | Anabolia brevipennis (Curtis, 1834)                                  | Limnephilidae     |                                         |                                                   | LC        |
|                                                             |                                             | Anabolia furcata Brauer, 1857                                        | Limnephilidae     |                                         |                                                   | EN        |
| weitere Bilder                                              |                                             | Anabolia nervosa (Curtis, 1834)                                      | Limnephilidae     |                                         |                                                   | EN        |
|                                                             |                                             | Anisogamus difformis (McLachlan, 1867)                               | Limnephilidae     |                                         |                                                   | VU        |
|                                                             |                                             | Annitella obscurata (McLachlan, 1876)                                | Limnephilidae     |                                         |                                                   | VU        |
|                                                             |                                             | Annitella thuringica (Ulmer, 1909)                                   | Limnephilidae     |                                         |                                                   | VU        |
|                                                             |                                             | Anomalopterygella chauviniana (Stein, 1874)                          | Limnephilidae     |                                         |                                                   | CR        |
|                                                             |                                             | Asynarchus lapponicus (Zetterstedt, 1840)                            | Limnephilidae     |                                         |                                                   | EN        |
|                                                             |                                             | Chaetopterygopsis maclachlani Stein, 1874                            | Limnephilidae     |                                         |                                                   | LC        |
|                                                             |                                             | Chaetopteryx fusca Brauer, 1857                                      | Limnephilidae     |                                         |                                                   | VU        |
|                                                             |                                             | Chaetopteryx major McLachlan, 1876                                   | Limnephilidae     |                                         |                                                   | VU        |
|                                                             |                                             | Chaetopteryx rugulosa Kolenati, 1848                                 | Limnephilidae     |                                         |                                                   | EN        |
|                                                             |                                             | Chaetopteryx rugulosa noricum Malicky, 1976                          | Limnephilidae     |                                         |                                                   | VU        |
| weitere Bilder                                              |                                             | Chaetopteryx villosa (Fabricius, 1798)                               | Limnephilidae     |                                         |                                                   | VU        |
|                                                             |                                             | Consorophylax carinthiacus Malicky, 1992                             | Limnephilidae     |                                         |                                                   | NT        |
|                                                             |                                             | Consorophylax consors (McLachlan, 1880)                              | Limnephilidae     |                                         |                                                   | NT        |
|                                                             |                                             | Consorophylax montivagus (McLachlan, 1867)                           | Limnephilidae     |                                         |                                                   | NT        |
|                                                             |                                             | Consorophylax styriacus Botosaneanu, 1967                            | Limnephilidae     |                                         |                                                   | NT        |
|                                                             |                                             | Cryptothrix nebulicola McLachlan, 1867                               | Limnephilidae     |                                         |                                                   | NT        |
| weitere Bilder                                              |                                             | Drusus annulatus (Stephens, 1837)                                    | Limnephilidae     |                                         |                                                   | EN        |
|                                                             |                                             | Drusus biguttatus (Pictet, 1834)                                     | Limnephilidae     |                                         |                                                   | LC        |
|                                                             |                                             | Drusus chrysotus (Rambur, 1842)                                      | Limnephilidae     |                                         |                                                   | NT        |
|                                                             |                                             | Drusus adustus (McLachlan, 1867)                                     | Limnephilidae     |                                         |                                                   | NT        |
|                                                             |                                             | Drusus discolor (Rambur, 1842)                                       | Limnephilidae     |                                         |                                                   | LC        |
| weitere Bilder                                              |                                             | Drusus franzi Schmid, 1956                                           | Limnephilidae     |                                         | Drusus franzi – Larve, Bild 22 und 23             | EN        |
| weitere Bilder                                              |                                             | Drusus melanchaetes McLachlan, 1876                                  | Limnephilidae     |                                         | Drusus melanchaetes – Larve, Bild 34              | EN        |
| weitere Bilder                                              |                                             | Drusus monticola McLachlan, 1876                                     | Limnephilidae     |                                         | Drusus monticola – Larve, Bild 50 und 52          | EN        |
| weitere Bilder                                              |                                             | Drusus nigrescens Meyer-Dür, 1875                                    | Limnephilidae     |                                         | Drusus nigrescens – Larve, Bild 27                | EN        |
|                                                             |                                             | Drusus noricus Malicky, 1981                                         | Limnephilidae     |                                         |                                                   | DD        |
|                                                             |                                             | Drusus trifidus McLachlan, 1868                                      | Limnephilidae     |                                         |                                                   | VU        |
| weitere Bilder                                              |                                             | Ecclisopteryx asterix Malicky, 1979                                  | Limnephilidae     |                                         | Ecclisopteryx asterix – Larve, Bild 53, 55 und 56 | LC        |
| weitere Bilder                                              |                                             | Ecclisopteryx dalecarlica Kolenati, 1848                             | Limnephilidae     |                                         | Ecclisopteryx dalecarlica – Larve, Bild 24        | VU        |
|                                                             |                                             | Ecclisopteryx guttulata (Pictet, 1834)                               | Limnephilidae     |                                         |                                                   | VU        |
|                                                             |                                             | Ecclisopteryx madida (McLachlan, 1867)                               | Limnephilidae     |                                         |                                                   | NT        |
|                                                             | Wald-Köcherfliege, Waldköcherfliege         | Enoicyla reichenbachii, Syn.: Enoicyla reichenbachi (Kolenati, 1848) | Limnephilidae     |                                         |                                                   | LC        |
| weitere Bilder                                              |                                             | Glyphotaelius pellucidus (Retzius, 1783)                             | Limnephilidae     | Glyphotaelius pellucidus – Specimen     |                                                   | LC        |
| weitere Bilder                                              |                                             | Grammotaulius nigropunctatus (Retzius, 1783)                         | Limnephilidae     | Grammotaulius nigropunctatus – Specimen |                                                   | LC        |
|                                                             |                                             | Grammotaulius nitidus (Müller, 1764)                                 | Limnephilidae     |                                         |                                                   | DD        |
| weitere Bilder                                              |                                             | Halesus digitatus (Schrank, 1781)                                    | Limnephilidae     |                                         | Halesus digitatus – Larve                         | VU        |
| weitere Bilder                                              |                                             | Halesus radiatus (Curtis, 1834)                                      | Limnephilidae     |                                         |                                                   | VU        |
|                                                             |                                             | Halesus rubricollis (Pictet, 1834)                                   | Limnephilidae     |                                         |                                                   | LC        |
| weitere Bilder                                              |                                             | Halesus tessellatus, Syn.: Halesus tesselatus (Rambur, 1842)         | Limnephilidae     | Halesus tessellatus – Specimen          |                                                   | VU        |
|                                                             |                                             | Hydatophylax infumatus (McLachlan, 1865)                             | Limnephilidae     |                                         |                                                   | VU        |
|                                                             |                                             | Ironoquia dubia (Stephens, 1837)                                     | Limnephilidae     |                                         |                                                   | VU        |
|                                                             |                                             | Leptotaulius gracilis Schmid, 1955                                   | Limnephilidae     |                                         |                                                   | EN        |
| weitere Bilder                                              |                                             | Limnephilus affinis Curtis, 1834                                     | Limnephilidae     |                                         |                                                   | LC        |
|                                                             |                                             | Limnephilus algosus (McLachlan, 1868)                                | Limnephilidae     |                                         |                                                   | EN        |
| weitere Bilder                                              |                                             | Limnephilus auricula Curtis, 1834                                    | Limnephilidae     |                                         | Limnephilus auricula – Larve                      | LC        |
| weitere Bilder                                              |                                             | Limnephilus binotatus Curtis, 1834                                   | Limnephilidae     | Limnephilus binotatus – Specimen        |                                                   | LC        |
| weitere Bilder                                              |                                             | Limnephilus bipunctatus Curtis, 1834                                 | Limnephilidae     |                                         |                                                   | LC        |
| weitere Bilder                                              |                                             | Limnephilus borealis (Zetterstedt, 1840)                             | Limnephilidae     | Limnephilus borealis – Specimen         |                                                   | EN        |
|                                                             |                                             | Limnephilus centralis Curtis, 1834                                   | Limnephilidae     |                                         |                                                   | LC        |
| weitere Bilder                                              |                                             | Limnephilus coenosus Curtis, 1834                                    | Limnephilidae     |                                         |                                                   | VU        |
| weitere Bilder                                              |                                             | Limnephilus decipiens (Kolenati, 1848)                               | Limnephilidae     |                                         |                                                   | LC        |
| weitere Bilder                                              |                                             | Limnephilus elegans Curtis, 1834                                     | Limnephilidae     |                                         |                                                   | DD        |
| weitere Bilder                                              |                                             | Limnephilus extricatus McLachlan, 1865                               | Limnephilidae     |                                         | Limnephilus extricatus – Larve                    | LC        |
| weitere Bilder                                              |                                             | Limnephilus flavicornis (Fabricius, 1787)                            | Limnephilidae     |                                         | Limnephilus flavicornis – Larve                   | LC        |
|                                                             |                                             | Limnephilus fuscicornis (Rambur, 1842)                               | Limnephilidae     |                                         |                                                   | LC        |
|                                                             |                                             | Limnephilus germanus McLachlan, 1875                                 | Limnephilidae     |                                         |                                                   | LC        |
| weitere Bilder                                              |                                             | Limnephilus griseus (Linnaeus, 1758)                                 | Limnephilidae     |                                         |                                                   | LC        |
|                                                             |                                             | Limnephilus helveticus Schmid, 1965                                  | Limnephilidae     |                                         |                                                   | LC        |
|                                                             |                                             | Limnephilus hirsutus (Pictet, 1834)                                  | Limnephilidae     |                                         |                                                   | LC        |
| weitere Bilder                                              |                                             | Limnephilus ignavus McLachlan, 1865                                  | Limnephilidae     |                                         |                                                   | LC        |
|                                                             |                                             | Limnephilus italicus McLachlan, 1884                                 | Limnephilidae     |                                         |                                                   | DD        |
| weitere Bilder                                              |                                             | Limnephilus lunatus Curtis, 1834                                     | Limnephilidae     | Limnephilus lunatus – Specimen          |                                                   | LC        |
| weitere Bilder                                              |                                             | Limnephilus marmoratus Curtis, 1834                                  | Limnephilidae     |                                         |                                                   | LC        |
| weitere Bilder                                              |                                             | Limnephilus nigriceps (Zetterstedt, 1840)                            | Limnephilidae     |                                         |                                                   | LC        |
|                                                             |                                             | Limnephilus politus McLachlan, 1865                                  | Limnephilidae     |                                         |                                                   | LC        |
| weitere Bilder                                              |                                             | Limnephilus rhombicus (Linnaeus, 1758)                               | Limnephilidae     | Limnephilus rhombicus – Specimen        | Limnephilus rhombicus – Larve                     | LC        |
|                                                             |                                             | Limnephilus sericeus (Say, 1824)                                     | Limnephilidae     |                                         |                                                   | VU        |
| weitere Bilder                                              |                                             | Limnephilus sparsus Curtis, 1834                                     | Limnephilidae     | Limnephilus sparsus – Specimen          |                                                   | LC        |
|                                                             |                                             | Limnephilus stigma Curtis, 1834                                      | Limnephilidae     |                                         |                                                   | LC        |
|                                                             |                                             | Limnephilus subcentralis Brauer, 1857                                | Limnephilidae     |                                         |                                                   | LC        |
|                                                             |                                             | Limnephilus tauricus Schmid, 1964                                    | Limnephilidae     |                                         |                                                   | DD        |
| weitere Bilder                                              |                                             | Limnephilus vittatus (Fabricius, 1798)                               | Limnephilidae     |                                         | Limnephilus vittatus – Larve                      | LC        |
|                                                             |                                             | Melampophylax austriacus Malicky, 1990                               | Limnephilidae     |                                         |                                                   | VU        |
|                                                             |                                             | Melampophylax melampus (McLachlan, 1876)                             | Limnephilidae     |                                         |                                                   | LC        |
|                                                             |                                             | Melampophylax mucoreus (Hagen, 1861)                                 | Limnephilidae     |                                         |                                                   | NT        |
|                                                             |                                             | Melampophylax nepos (McLachlan, 1880)                                | Limnephilidae     |                                         |                                                   | VU        |
|                                                             |                                             | Mesophylax impunctatus McLachlan, 1884                               | Limnephilidae     |                                         |                                                   | LC        |
|                                                             |                                             | Metanoea flavipennis (Pictet, 1834)                                  | Limnephilidae     |                                         |                                                   | LC        |
|                                                             |                                             | Metanoea rhaetica Schmid, 1956                                       | Limnephilidae     |                                         |                                                   | LC        |
| weitere Bilder                                              |                                             | Micropterna lateralis (Stephens, 1837)                               | Limnephilidae     | Micropterna lateralis – Specimen        |                                                   | VU        |
|                                                             |                                             | Micropterna nycterobia McLachlan, 1875                               | Limnephilidae     |                                         |                                                   | VU        |
| weitere Bilder                                              |                                             | Micropterna sequax McLachlan, 1875                                   | Limnephilidae     |                                         |                                                   | VU        |
|                                                             |                                             | Micropterna testacea (Gmelin, 1789)                                  | Limnephilidae     |                                         |                                                   | VU        |
|                                                             |                                             | Nemotaulius punctatolineatus (Retzius, 1783)                         | Limnephilidae     |                                         |                                                   | DD        |
| weitere Bilder                                              |                                             | Parachiona picicornis (Pictet, 1834)                                 | Limnephilidae     |                                         |                                                   | VU        |
|                                                             |                                             | Platyphylax frauenfeldi (Brauer, 1857)                               | Limnephilidae     |                                         |                                                   | RE        |
| weitere Bilder                                              |                                             | Potamophylax cingulatus (Stephens, 1837)                             | Limnephilidae     |                                         | Potamophylax cingulatus – Larve                   | VU        |
| weitere Bilder                                              |                                             | Potamophylax latipennis (Curtis, 1834)                               | Limnephilidae     |                                         |                                                   | VU        |
|                                                             |                                             | Potamophylax luctuosus (Piller & Mitterpacher, 1783)                 | Limnephilidae     |                                         |                                                   | VU        |
| weitere Bilder                                              |                                             | Potamophylax nigricornis (Pictet, 1834)                              | Limnephilidae     |                                         |                                                   | NT        |
|                                                             |                                             | Potamophylax pallidus (Klapálek, 1899)                               | Limnephilidae     |                                         |                                                   | DD        |
|                                                             |                                             | Potamophylax rotundipennis (Brauer, 1857)                            | Limnephilidae     |                                         |                                                   | EN        |
|                                                             |                                             | Pseudopsilopteryx zimmeri (McLachlan, 1876)                          | Limnephilidae     |                                         |                                                   | LC        |
| weitere Bilder                                              |                                             | Pseudostenophylax incisus, Syn.: Limnephilus incisus (Curtis, 1834)  | Limnephilidae     |                                         |                                                   | VU        |
|                                                             |                                             | Psilopteryx psorosa (Kolenati, 1860)                                 | Limnephilidae     |                                         |                                                   | VU        |
|                                                             |                                             | Rhadicoleptus alpestris (Kolenati, 1848)                             | Limnephilidae     |                                         |                                                   | VU        |
| weitere Bilder                                              |                                             | Stenophylax permistus McLachlan, 1895                                | Limnephilidae     |                                         |                                                   | VU        |
|                                                             |                                             | Stenophylax vibex (Curtis, 1834)                                     | Limnephilidae     |                                         |                                                   | VU        |
| weitere Bilder                                              |                                             | Molanna albicans (Zetterstedt, 1840)                                 | Molannidae        | Molanna albicans – Specimen             |                                                   | DD        |
| weitere Bilder                                              |                                             | Molanna angustata Curtis, 1834                                       | Molannidae        | Molanna angustata – Specimen            |                                                   | LC        |
| weitere Bilder                                              |                                             | Molannodes tinctus (Zetterstedt, 1840)                               | Molannidae        | Molannodes tinctus – Specimen           |                                                   | VU        |
| weitere Bilder                                              |                                             | Odontocerum albicorne (Scopoli, 1763)                                | Odontoceridae     |                                         |                                                   | VU        |
| weitere Bilder                                              |                                             | Agrypnia obsoleta (Hagen, 1864)                                      | Phryganeidae      | Agrypnia obsoleta – Specimen            |                                                   | VU        |
| weitere Bilder                                              |                                             | Agrypnia pagetana Curtis, 1835                                       | Phryganeidae      |                                         |                                                   | NT        |
| weitere Bilder                                              |                                             | Agrypnia varia (Fabricius, 1793)                                     | Phryganeidae      |                                         |                                                   | LC        |
| weitere Bilder                                              |                                             | Hagenella clathrata (Kolenati, 1848)                                 | Phryganeidae      | Hagenella clathrata – Specimen          |                                                   | EN        |
| weitere Bilder                                              |                                             | Oligostomis reticulata (Linnaeus, 1761)                              | Phryganeidae      |                                         |                                                   | EN        |
| weitere Bilder                                              |                                             | Oligotricha striata (Linnaeus, 1758)                                 | Phryganeidae      |                                         |                                                   | EN        |
| weitere Bilder                                              |                                             | Phryganea bipunctata Retzius, 1783                                   | Phryganeidae      | Phryganea bipunctata – Specimen         | Phryganea bipunctata – Larve                      | LC        |
| weitere Bilder                                              | Große Teichköcherfliege, Große Köcherfliege | Phryganea grandis Linnaeus, 1758                                     | Phryganeidae      | Phryganea grandis – Specimen            |                                                   | LC        |
| weitere Bilder                                              |                                             | Trichostegia minor (Curtis, 1834)                                    | Phryganeidae      |                                         |                                                   | VU        |
| Unterordnung: Integripalpia, Überfamilie: Sericostomatoidea |                                             |                                                                      |                   |                                         |                                                   |           |
| weitere Bilder                                              |                                             | Beraea dira McLachlan, 1875                                          | Beraeidae         |                                         |                                                   | DD        |
|                                                             |                                             | Beraea maurus (Curtis, 1834)                                         | Beraeidae         |                                         |                                                   | NT        |
| weitere Bilder                                              |                                             | Beraea pullata (Curtis, 1834)                                        | Beraeidae         | Beraea pullata – Specimen               |                                                   | NT        |
|                                                             |                                             | Beraeamyia hrabei Mayer, 1937                                        | Beraeidae         |                                         |                                                   | VU        |
| weitere Bilder                                              |                                             | Beraeodes minutus, falsch auch Bereodes minutus (Linnaeus, 1761)     | Beraeidae         | Beraeodes minutus – Specimen            | Beraeodes minutus – Larve                         | LC        |
|                                                             |                                             | Ernodes articularis (Pictet, 1834)                                   | Beraeidae         |                                         |                                                   | NT        |
|                                                             |                                             | Ernodes vicinus (McLachlan, 1879)                                    | Beraeidae         |                                         |                                                   | NT        |
| weitere Bilder                                              |                                             | Notidobia ciliaris (Linnaeus, 1761)                                  | Sericostomatidae  |                                         | Notidobia ciliaris – Larve                        | VU        |
| weitere Bilder                                              |                                             | Oecismus monedula (Hagen, 1859)                                      | Sericostomatidae  |                                         | Oecismus monedula – Larve, Bild 24 und 25         | CR        |
|                                                             |                                             | Sericostoma flavicorne Schneider, 1845                               | Sericostomatidae  |                                         |                                                   | VU        |
| weitere Bilder                                              |                                             | Sericostoma personatum (Kirby & Spence, 1826)                        | Sericostomatidae  | Sericostoma personatum – Specimen       | Sericostoma personatum – Larve                    | CR        |

## Weblink
- Rote Liste der gefährdeten Köcherfliegen (Trichoptera) Österreichs, Hans Malicky, Lunz